# Serena Armitage
Serena Armitage é uma produtora de cinema irlandesa. Venceu o Oscar de melhor curta-metragem em live action na edição de 2016 pela realização da obra Stutterer, ao lado de Benjamin Cleary.

## Filmografia
- Stutterer
- Come Dine with Me
- Piers Morgan's Life Stories